# Rita Katz
Rita Katz, née en 1963 à Bassorah, est une analyste spécialisée dans le terrorisme et cofondatrice du groupe de renseignement SITE Institute,, une société de renseignement privée située à Washington DC. L'institut suit les réseaux terroristes mondiaux et intercepte et distribue des messages, des vidéos et des avertissements préalables d'attentats suicides provenant des réseaux de communication des groupes terroristes.

## Biographie
Rita Katz est née à Bassorah dans le sud de l'Irak en 1963 dans une riche famille juive irakienne. Après la guerre des Six Jours (1967) et peu de temps après la prise du pouvoir du parti Baas de Saddam Hussein en Irak en 1968, son père est accusé d'espionnage pour le compte d'Israël et arrêté. Les biens de la famille sont confisqués par l'État et le reste de sa famille est assignée à résidence dans une cabane en pierre. L'année suivante, après avoir été torturé, le père de Katz est condamné et exécuté lors d'une pendaison publique sur la place centrale de Bagdad, à laquelle assistent plus d'un demi-million d'Irakiens,.
Sa mère réussit à s'enfuir vers l'Iran avec ses trois enfants, d'où ils se rendent en Israël. La famille s'installe dans la ville balnéaire de Bat Yam. Lors de son séjour en Israël Katz sert dans les forces de défenses israéliennes et étudie la politique, l'histoire et le Moyen-Orient à l'université de Tel Aviv.
Sioniste convaincue, Rita Katz est réticente à quitter Israël, déclarant : « J’étais convaincue que les Juifs avaient leur place en Israël ». En 1997, son mari de Katz s'est vu offrir une bourse de recherche en endocrinologie aux National Institutes of Health et ils déménagent à Washington avec leurs trois enfants. Elle reconnait qu'à cette période elle travaillait en violation des dispositions de son visa.
Sa maitrise de l'arabe et de l'hébreu, lui permet de travailler plus facilement sur les groupes terroristes en activité au Moyen-Orient. 

## Carrière
En 1998, Rita Katz commence à travailler pour un institut de recherche nommé Investigative Project, dirigé par le journaliste Steeven Emerson. Durant cette période elle travaille sur des enquêtes de contre-terrorisme. Lors de son premier projet de recherche, elle suspecte la Holy Land Fondation, une organisation caritative dédiée au soutien humanitaire sur les territoires palestiniens de Cisjordanie et de la bande de Gaza, d'être une organisation écran du Hamas. Souhaitant enquêter de plus près, elle va jusqu'à assister à l'une de leurs collectes de fonds habillée en burka.
Plus tard de nouveau habillée en burka, et munie d'un équipement d'enregistrement, elle enregistre des conférences islamiques, elle va à des collectes de fonds, visite des mosquées et participe à des rassemblements pro-palestiniens aux États-Unis, en tant qu'enquêtrice infiltrée, afin de révéler les liens entre des groupes islamiques américains et des groupes terroristes étrangers.
Le Search for International Terrorist Entities Institute (SITE Institute) de Rita Katz, cofondé avec Josh Devon en juillet 2002, est financé par diverses agences fédérales et groupes privés. Il analyse « les dossiers des entreprises, les formulaires fiscaux, les rapports de solvabilité, les bandes vidéo, les publications de groupes de presse sur Internet et les sites Web détenus, entre autres ressources, à la recherche d'indicateurs d'activités illicites ». Il fournit des informations sur les groupes musulmans radicaux opérant sur le sol américain et a conduit à la fermeture d'organisations, à des expulsions et à différentes enquêtes[réf. nécessaire].
Au sein du SITE Institute, qu'elle a cofondé pour surveiller les sites Web extrémistes islamistes et dénoncer les groupes terroristes, elle travaille avec des enquêteurs fédéraux dans des affaires de terrorisme. Richard Clarke la cite dans son livre Against All Enemies, comme ayant aidé à fournir des informations sur le réseau Al-Qaïda au gouvernement. Il écrit également qu'elle et Steven Emerson, pour qui elle travaillait auparavant, fournissaient régulièrement à la Maison-Blanche des informations sur d'éventuelles activités d'Al-Qaïda aux États-Unis. Ces dernières étaient apparemment largement inconnues du FBI avant les attentats du 11 septembre 2001. Ils ont transmis à Clarke et à son équipe les noms de sites Web radicaux islamistes, l'identité d'éventuels groupes écrans terroristes, ainsi que les numéros de téléphone et les adresses d'éventuels suspects terroristes — des données que Clarke n'a pas pu obtenir d'une source extérieure au gouvernement[réf. nécessaire].
En mai 2003, Rita Katz publie une semi-autobiographie anonyme intitulée Terrorist Hunter : The Extraordinary Story of a Woman Who Went Undercover to Infiltrate the Radical Islam Groups Operating in America. Elle apparait déguisée dans le magazine d'information de CBS, 60 Minutes, pour promouvoir son livre en utilisant le pseudonyme de « Sarah », et en portant une perruque et un faux-nez. Ces mesures visent à assurer sa protection et celle de sa famille, des représailles de groupes qui, selon elle, sont liés à Al-Qaïda, au Hamas, au Jihad islamique et au Hezbollah[réf. nécessaire]. 
Dans son livre, elle tente de révéler ce qu'elle considère comme la gravité et l'étendue de la présence du fondamentalisme islamique en Amérique, mais également le fait que les agences gouvernementales ne travaillent toujours pas ensemble pour lutter contre le terrorisme, se cachant plutôt des informations les unes aux autres, tentant de prendre le relais, voire même ralentir délibérément les enquêtes sur le terrorisme[réf. nécessaire].
À partir de 2006, environ 2 fois par mois, le travail du SITE est cité dans le New York Times et le Washington Post. En janvier 2007, Al Jazeera rapporte que l'Association nationale des femmes musulmanes américaines a déposé une plainte officielle auprès du département américain de la Justice dans la division des droits civils, section pénale, et avec le bureau exécutif des procureurs des États-Unis, alléguant que des informations trompeuses et fausses ont été fournies aux organismes judiciaires américains, aux médias et à divers organismes gouvernementaux. Selon l'association, les organisations et individus juifs, dont Katz, ont cherché à créer aux États-Unis un environnement hostile à l'égard des musulmans américains, entraînant la privation et la violation des libertés civiles et des droits civiques des musulmans[réf. nécessaire].
En octobre 2007, il est révélé que Rita Katz a découvert et remis à l'administration Bush une copie d'une vidéo d'Oussama ben Laden qui n'avait pas encore été diffusée par al-Qaïda. Katz a diffusé la vidéo via un lien privé vers une page Web du SITE à l'avocat de la Maison Blanche, Fred F. Fielding, et à Joël Bagnal, assistant adjoint du président pour la sécurité intérieure. En moins de 20 minutes, les ordinateurs enregistrés auprès de diverses parties du pouvoir exécutif ont commencé à télécharger la vidéo, et en quelques heures, une transcription faisant référence à SITE est apparue sur Fox News. Elle avait demandé que la page Web reste confidentielle. Elle a déclaré que cette divulgation prématurée avait orienté Al-Qaïda vers une faille de sécurité et détruit une opération de surveillance visant à intercepter et à transmettre des messages secrets, des vidéos et des avertissements préalables d'attentats suicides provenant du réseau de communication du groupe terroriste. Le gouvernement américain n'a pas réfuté ces affirmations[réf. nécessaire].

## Controverses
En juillet 2003, deux des groupes mentionnés dans son livre et à la télévision (le Heritage Education Trust et le Safa Trust) la poursuivent en justice et révèlent son nom et son identité. Dans deux des procès, les cibles de l'enquête déclarent avoir été diffamées lors de l'émission télévisée 60 Minutes. Rita Katz affirme elle avoir été victime d'une campagne de diffamation et de tentatives d'intimidation.
Dans un cas, en 2005, la juge fédérale Léonie Brinkema la déboute du procès intenté par un dirigeant de l'Institut internationale de la pensée islamique, Iqbal Unus. Ce rejet est confirmé en appel à l'unanimité par un groupe de trois juges de la 4e cour d'appel des États-Unis en 2009. Le tribunal ordonne également ordonné à Unus de payer à Katz 41 000 $ de frais juridiques.
En 2015, Rita Katz décrit un partisan en ligne australien apparent de l’État islamique qui utilise le pseudo en ligne « Australian Witness » comme occupant une position importante dans les cercles djihadistes en ligne et comme faisant « partie du noyau dur d'un groupe d'individus qui recherchent constamment des cibles que d'autres personnes peuvent attaquer ». Il s'avère plus tard qu'« Australian Witness » est un Américain nommé Joshua Ryne Goldberg. Il est finalement arrêté par le FBI.
Certains de ses détracteurs lui reprochent d'aider les groupes terroristes à relayer leurs propagandes et diffuser leur idéologie,.

## Publications
- (en) Saints and Soldiers: Inside Internet-Age Terrorism, From Syria to the Capitol Siege, Columbia University Press, 2022 (ISBN 0-23-120350-0)
- (en) Terrorist Hunter : The Extraordinary Story of a Woman Who Went Undercover to Infiltrate the Radical Islam Groups Operating in America, Harper Collins, 2003 (ISBN 9780060528195)